# Mario Héctor Turdó
Mario Héctor Turdó, né le 1er janvier 1979 à Rosario ( Argentine), est un footballeur italo-argentin qui évolue au CA San Martín au poste d'attaquant.

## Biographie
La carrière de Turdó est considérablement plombée par de nombreuses blessures. Formé au CA Independiente, il rejoint très jeune l'Europe, étant transféré au Celta Vigo, où il effectue une bonne première saison.
Le Stade rennais flaire la bonne affaire, et l'engage en juin 2000 pour la somme de 12 millions d'euros. À l'époque, le club breton bénéficie de la manne financière de François Pinault et dépense sans compter dans des transferts faramineux, notamment pour Turdó ainsi que Severino Lucas.
Apprécié dans le vestiaire pour son caractère et sa volonté d'intégration, Turdó n'a pas sur le terrain les qualités de buteur attendues lors de son arrivée. Il ne parvient pas à s'imposer en Bretagne, à cause de problèmes physiques récurrents. En janvier 2001, il est prêté à Las Palmas, puis revient en Bretagne où il fera banquette pendant deux ans, coincé entre banc de touche et infirmerie.
En 2003, il rompt son contrat à l'amiable avec le Stade rennais, pour s'engager avec le CD Leganés, en Espagne, mais il y est victime d'une rupture des ligaments croisés du genou. Depuis, Turdó est rentré jouer en Argentine.

### Carrière internationale
En 1999 il dispute le Tournoi de Toulon avec la sélection Argentine des moins de 20 ans. Il marque quatre butes lors de la compétition, dont un face à la France en demi-finale. Les Argentins sont battus en finale par la Colombie.